# Edith Dittrich
Edith Dittrich, česky také Edith Dittrichová (* 1923 Most – † 5. listopadu 2000) byla německá historička umění, archeoložka a sinoložka. Řadu let pracovala jako kurátorka v Muzeu východoasijského umění v Kolíně nad Rýnem.

## Život a dílo
Edith Dittrichová přišla do Spolkové republiky Německo v roce 1948 a nejprve pracovala v Hamburku jako sekretářka cizích jazyků, poté studovala dějiny umění, archeologii a sinologii ve Vídni, Stockholmu a Kolíně nad Rýnem. Doktorát získala v Kolíně nad Rýnem v roce 1959 prací o motivu boje se zvířaty ve starověkém čínském umění.
Ještě jako studentka pracovala v Muzeu východoasijského umění pod vedením jeho prvního poválečného ředitele Wernera Speisera. Po získání doktorátu byla v roce 1960 jmenována kurátorkou. V roce 1971 byla povýšena na vedoucího kurátora. Od roku 1975 do poloviny 80. let 20. století také vyučovala východoasijské dějiny umění na univerzitě v Bonnu. V roce 1984 odešla ze zdravotních důvodů do předčasného důchodu; v listopadu 2000 zemřela.
Na Dni německých orientalistů v roce 1988 představila svůj výzkum umění střední a východní Asie pozdní doby železné. V roce 1992 vystoupila na Mezinárodní archeologické konferenci s příspěvky o severočínských starověkých národech v Chöch chot v Mongolsku a o rozšíření motivu lva ve starověkém asijském umění. 

### Publikace (výběr)
- Das Motiv des Tierkampfes in der altchinesischen Kunst. (Dissertation, Köln) (= Asiatische Forschungen. Bd. 13). Harrassowitz, Wiesbaden 1963.
- Stadt Köln (Hrsg.): Der wandelbare Raum: japanische Wandschirme und Schiebetüren. Ausstellung des Museums für Ostasiatische Kunst der Stadt Köln in der Kölner Kunsthalle 21. Oktober 1972 bis 21. Januar 1973. Museum für Ostasiatische Kunst, Köln 1972 (Gestaltung und Text durch E. Dittrich).
- Museum für Ostasiatische Kunst der Stadt Köln (Hrsg.): Hsi-hsiang chi, chinesische Farbholzschnitte von Min Chʻi-chi 1640 = The romance of the Western chamber : Hsi-hsiang chi, chinese colour woodcuts by Min Chʻi-chi, 1640. Übersetzung der Gedichte und Siegel: Willibald Veit (= Monographien des Museums für Ostasiatische Kunst. Band 1). Köln 1977.
- Grabkult im alten China (= Taschenbücher des Museums für Ostasiatische Kunst der Stadt Köln. Bd. 2). Museum für Ostasiat. Kunst, Köln 1981.
- Glück ohne Ende: Neujahrsbilder aus China. Museum für Ostasiatische Kunst, Köln 1984.
- Könnte man doch bleiben: Reisenotizen und Essays. Wienand, Köln 2000, ISBN 978-3-87909-718-0.